# Dealu Bradului, Argeș
Dealu Bradului este un sat în comuna Săpata din județul Argeș, Muntenia, România.